# テキサス州電力危機
2021年のテキサス州電力危機（テキサスしゅうでんりょくきき）は、2021年2月中旬にアメリカ合衆国テキサス州を襲った寒波により、電力の需要が増大するとともに供給能力が低下したことで同州を中心に発生した電力危機。
2021年の2月10〜11日  13〜17  15〜20日に全米を襲った3つの激しい冬の嵐によりテキサス州で大規模な発電障害、およびその結果としての不足が発生し水、食物、そして熱供給が絶たれて 450万を超える家や企業が電力を失い    数日間放置された。
この電力危機は寒波に伴う電力の需要が急激に上がった事によって引き起こされ、天然ガス発電所や風力発電所の設備が凍結したことで被害が拡大した。 温暖な気候で知られる同州は、冬でも氷点下になることはまれであり、これらの発電所は氷点下での操業を想定していなかったため、設備の凍結を避けられなかった。
テキサス州は450万軒以上の家屋と事業所が停電し、加えてカンザス州やミズーリ州、アーカンソー州、ルイジアナ州などでも22万5000軒以上が電力供給を受けられない状態にある。さらに隣国、メキシコにも電力危機は拡大している。 停電による損害は19億ドル(日本円で約2025億円)に達すると見られる。 
また、停電は水の処理施設にも影響を与え、NHKによるとヒューストンでは2021年2月17日に自治体が「供給されている水を飲用水に使う際は、煮沸する」よう注意喚起をしたとされている。 さらに、停電発生当時は新型コロナウイルスがまだ収束しておらず、接種に必要なワクチンの配達が遅れ、急いで使い切ろうという動きも見られた。
ジョー・バイデン大統領は20日、テキサス州での大規模災害を宣言。緊急支援に連邦予算を支出しやすくした。
ホワイトハウスは声明で、「仮設住宅や家屋補修費の補助金や、保険の対象になっていない資産の損失に対する低金利ローンの提供など、大災害の打撃から個人や事業主が回復できるよう支援を提供する｣とした。 その後、多くの地域における電力は復旧したものの、2021年2月22日の時点で約3万世帯が停電したままだった。
グレッグ・アボットを含む共和党当局者は当初、冷凍風力タービンとソーラーパネルの停止を非難していたが、不十分な防寒天然ガス設備が主な原因であった  。
またテキサス州は、連邦政府の監視を回避し、エネルギー部門の規制を緩和するために電力網を2つの主要州から分離していたため、他の州から電力を輸入することは困難となっていた。
危機は、そのような嵐に対する州の準備の欠如と、その発電所が寒い条件で十分に機能しないと警告した10年前の米国連邦規制当局からの報告に多くの注目を集めた。
停電による被害は1950億ドルと推定され、テキサスの歴史上最も費用のかかる災害となっている。
テキサス電気信頼性評議会（ERCOT）によると、部分的なグリッドシャットダウンが実施されたとき、テキサスの電力グリッドは完全障害から「数秒または数分」離されていた。

## 背景

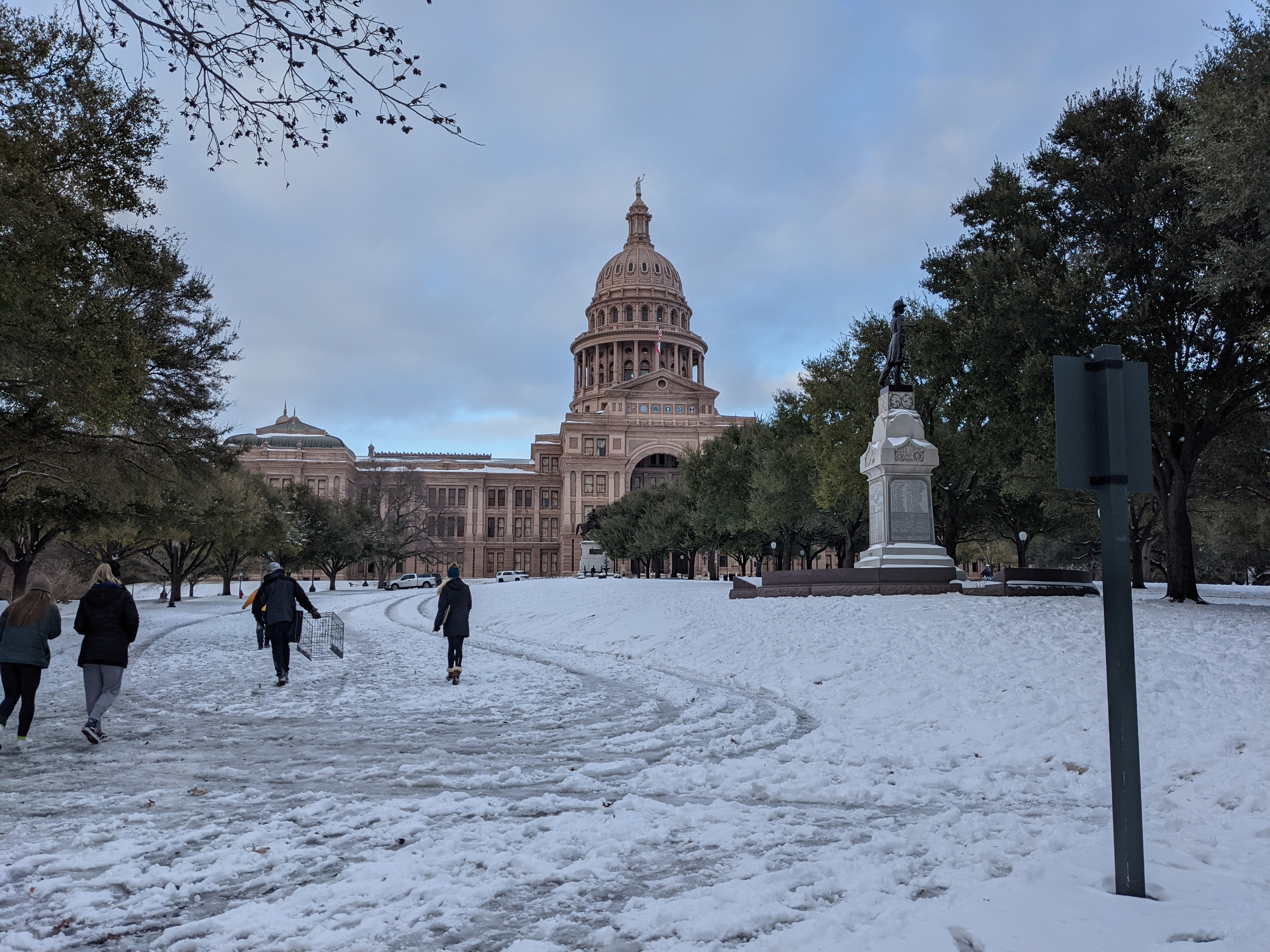
2021年2月15日のテキサス州議会議事堂の積雪地

## 原因

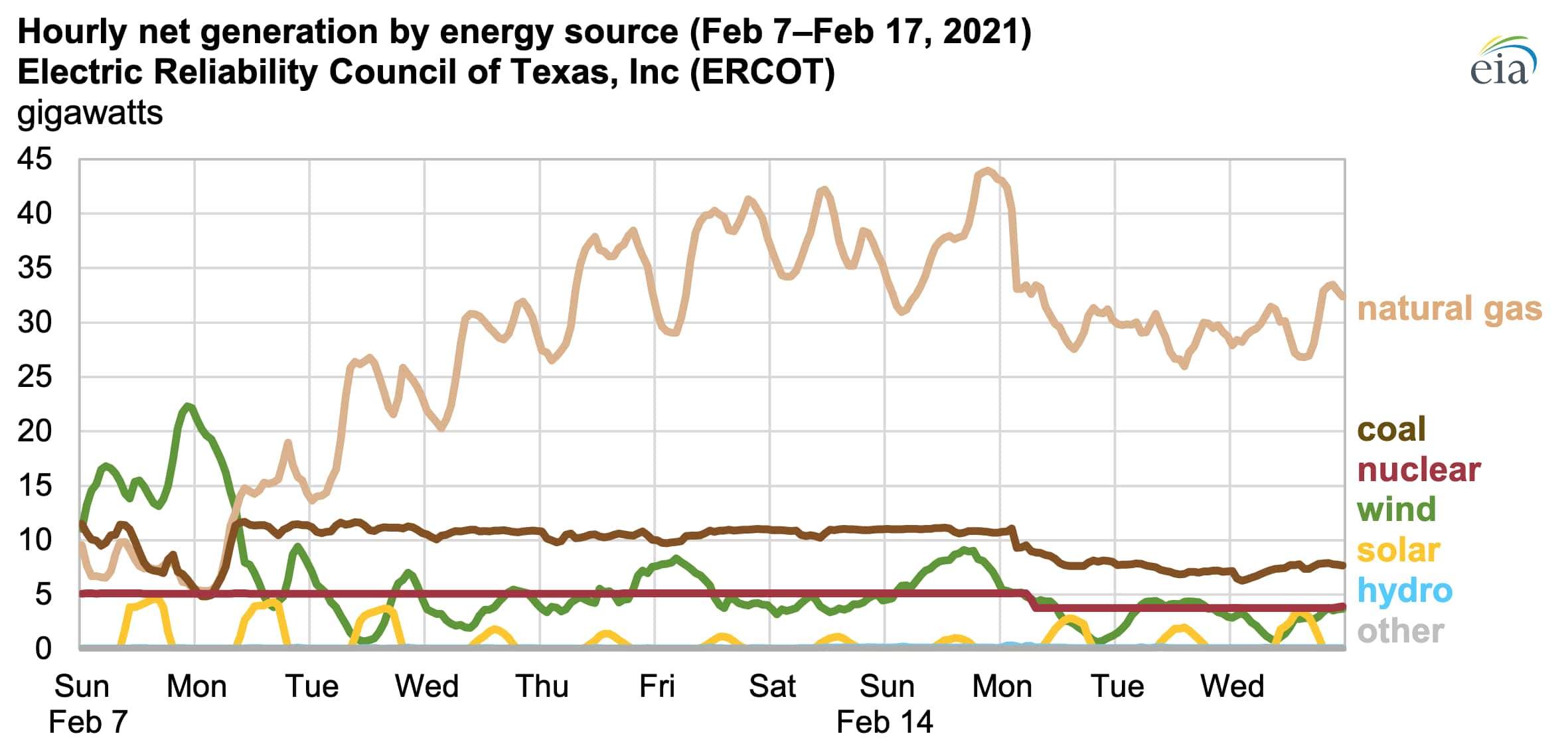
失われた発電の大部分は天然ガス源からのものでした。石炭、原子力、風力発電所からの電力の減少は、2月15日以降の不足に寄与しました。

### インフラ

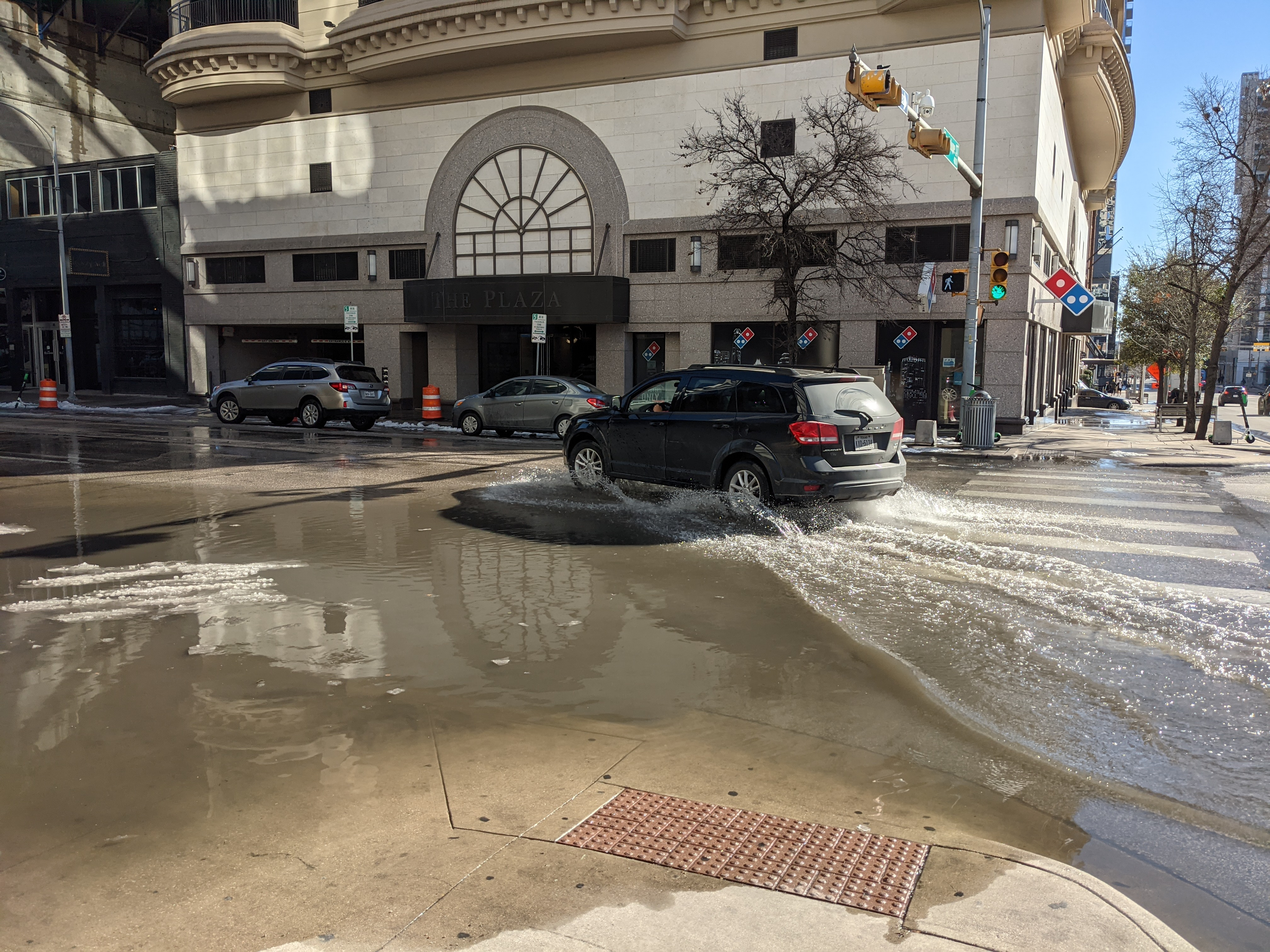
配管が壊れたため、オースティンの交差点が浸水しました

#### COVID-19応答

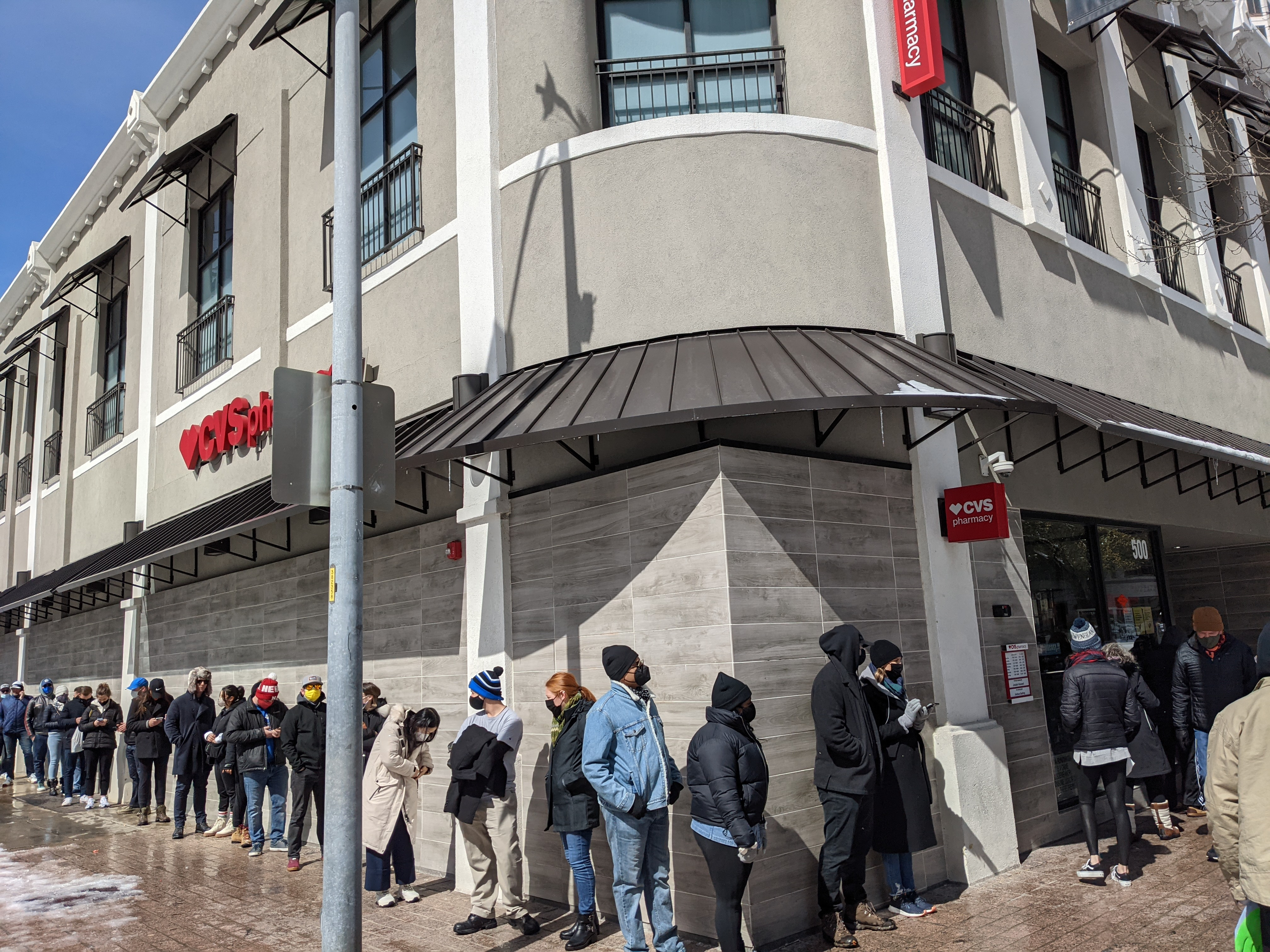
2月16日にテキサスの薬局に入るライン

#### 連邦政府

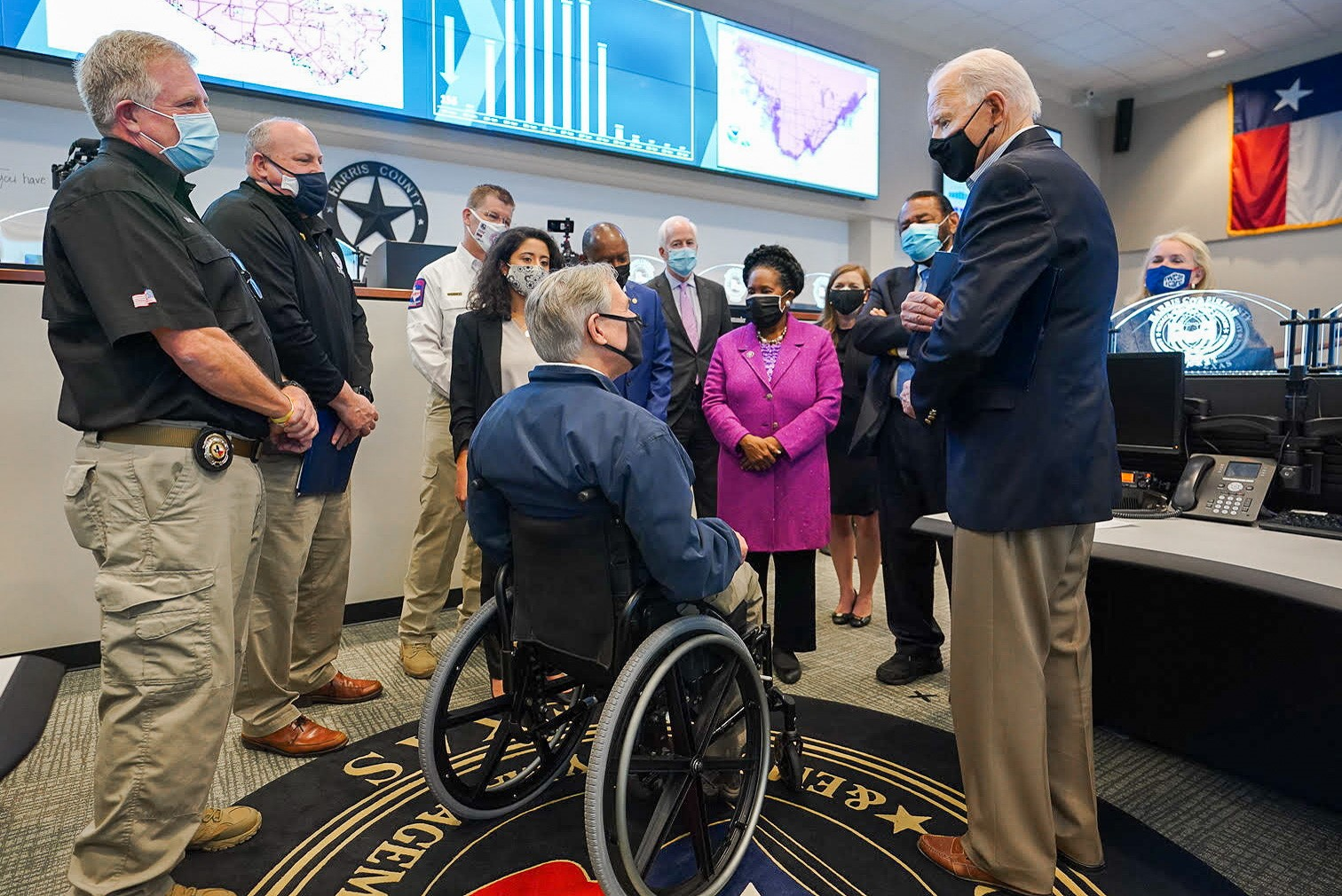
2021年2月25日の危機の後、ジョー・バイデン大統領がヒューストンのハリス郡緊急オペレーションセンターを訪問